# Емільянув (Ловицький повіт)
Емільянув (пол. Emilianów) — село в Польщі, у гміні Беляви Ловицького повіту Лодзинського воєводства.
Населення — 120 осіб (2011).
У 1975-1998 роках село належало до Скерневицького воєводства.

## Демографія
Демографічна структура станом на 31 березня 2011 року:
|          | Загалом | Допрацездатний вік | Працездатний вік | Постпрацездатний вік |
| -------- | ------- | ------------------ | ---------------- | -------------------- |
| Чоловіки | 67      | 13                 | 48               | 6                    |
| Жінки    | 53      | 6                  | 29               | 18                   |
| Разом    | 120     | 19                 | 77               | 24                   |